# European Champions Tournament 1986-1987
Il terzo European Champions Tournament fu giocato dal 17 all'11 gennaio 1987 a Maastricht nel Sporthal De Geusselt, vi parteciparono sei formazioni rappresentanti Belgio, Paesi Bassi (Campione uscente più campione nazionale), Spagna, Italia e Danimarca.
La finale fu giocata a sorpresa dai danesi del Naestved IF ed i vicecampioni uscenti del ZVK Hasselt di nuovo sconfitti seccamente per 7-0. Quella del 1987 rimane l'unica vittoria danese in una manifestazione internazionale di calcio a 5 ad oggi.

## Risultati

### Girone A
| Squadra               | Pti | PG | PV | PN | PP | GF | GS |
| --------------------- | --- | -- | -- | -- | -- | -- | -- |
| 1. ZVK Hasselt        | 4   | 2  | 1  | 1  | 0  | 8  | 6  |
| 2. Drei Keuninge      | 4   | 2  | 1  | 1  | 0  | 6  | 4  |
| 3. GD Deportes Blanes | 0   | 2  | 0  | 0  | 2  | 6  | 10 |

### Girone B
| Squadra                  | Pti | PG | PV | PN | PP | GF | GS |
| ------------------------ | --- | -- | -- | -- | -- | -- | -- |
| 1. Naestved IF           | 4   | 2  | 1  | 1  | 0  | 9  | 7  |
| 2. Ortana Griphus        | 4   | 2  | 1  | 1  | 0  | 5  | 4  |
| 3. FC Kras Boys Volendam | 0   | 2  | 0  | 0  | 2  | 7  | 10 |

### Semifinali
| Data     |             | Gara |                | Risultato |
| -------- | ----------- | ---- | -------------- | --------- |
| 10.01.87 | ZVK Hasselt | -    | Ortana Griphus | 2 - 1     |
| 10.01.87 | Naestved IF | -    | Dei Kreuninge  | 5 - 2     |

### Finale 5º-6º posto
| Data     |                    | Gara |           | Risultato |
| -------- | ------------------ | ---- | --------- | --------- |
| 11.01.87 | CD Deportes Blanes | -    | Kras Boys | 5 - 1     |

### Finale 3º-4º posto
| Data     |                | Gara |                | Risultato   |
| -------- | -------------- | ---- | -------------- | ----------- |
| 11.01.87 | Ortana Griphus | -    | Drei Kreuninge | 5 - 2 (DTS) |

### Finale
| Data     |             | Gara |             | Risultato |
| -------- | ----------- | ---- | ----------- | --------- |
| 11.01.87 | Naestved IF | -    | ZVK Hasselt | 7 - 0     |